# 潤州区
潤州区（じゅんしゅう-く）は中華人民共和国江蘇省鎮江市に位置する市轄区。

## 行政区画
- 街道:宝塔路街道、和平路街道、金山街道、七里甸街道、蔣喬街道、官塘橋街道、韋崗街道、南山街道